# 大桥镇 (西和县)
大桥镇，是中华人民共和国甘肃省陇南市西和县下辖的一个乡镇级行政单位。
2014年，甘肃省民政厅批复同意撤销大桥乡，设立大桥镇。

## 行政区划
大桥镇下辖以下地区：
韩河村、王山村、李坪村、郭坝村、张坪村、鱼洞村、牌五村、上下味村、赵尧村、仇池村、联合村、龙凤村、龙兴村和小山村。